# La traviata
La traviata (el título es el original, en italiano, y podría traducirse como la extraviada y por ende la descarriada) es una ópera en tres actos con música de Giuseppe Verdi y libreto en italiano de Francesco Maria Piave –basado en la novela de Alejandro Dumas (hijo) La dama de las camelias (1848)–, estrenada el 6 de marzo de 1853 en el teatro La Fenice de Venecia. Forma, junto con Rigoletto y El trovador, la trilogía popular operística que compuso Verdi a mediados de su carrera.
Titulada en principio Violetta —nombre del personaje principal—, al parecer está basada en la vida de una cortesana parisiense, Alphonsine Plessis. Piave y Verdi querían seguir a Dumas dándole a la ópera una ambientación contemporánea, pero las autoridades de La Fenice insistieron en que se ambientara en el pasado, «hacia 1700». No fue hasta la década de 1880 cuando se respetaron los deseos originales del compositor y del libretista y se representaron producciones «realistas».

## Historia

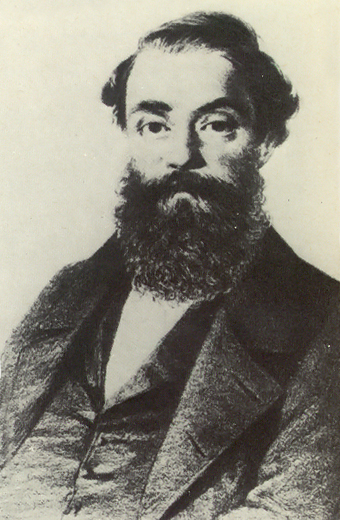
Francesco Maria Piave, libretista de la obra.

Se estrenó, sin éxito, en el teatro La Fenice de Venecia el 6 de marzo de 1853. El público se burló de la representación varias veces, y dirigió sus burlas a la soprano Fanny Salvini-Donatelli, que interpretaba a Violetta. Salvini-Donatelli, aunque una cantante aclamada, fue considerada demasiado vieja (a los 38), y además tenía sobrepeso, de manera que no encajaba con el papel dramático de Violetta Valéry, quien muere de tuberculosis. Verdi había intentado convencer al gerente de La Fenice para dar el papel a una mujer joven, pero no lo consiguió. A pesar de todo, el primer acto encontró el aplauso al final; en el segundo, sin embargo, el público empezó a volverse en contra de la representación, especialmente después de cantar el barítono (Felice Varesi) y el tenor (Lodovico Graziani). Al final de la ópera, el público rio a carcajadas en vez de apreciar el final trágico. Un día después, Verdi escribió a su amigo Muzio (quizás, ahora, su carta más famosa): «La traviata, anoche un fracaso. ¿Fallo mío o de los cantantes? El tiempo lo dirá».
Después de algunas revisiones entre 1853 y mayo de 1854, que afectaron principalmente los actos II y III, la ópera se representó de nuevo en Venecia, esta vez en el Teatro San Benedetto. Esta representación fue un éxito de crítica, en gran medida debido al retrato de Violetta hecho por Maria Spezia-Aldighieri. Más tarde, se estrenó en Madrid, en el Teatro Real el 1 de febrero de 1855 (Spezia tuvo el papel titular), y en Barcelona el 25 de octubre del mismo año, en el Gran Teatro del Liceo. El 24 de mayo de 1856, se presentó la versión revisada en Her Majesty's Theatre, en Londres, y le siguió el 3 de diciembre de aquel año su estreno en Nueva York.
Desde entonces su popularidad ha sido constante y se ha mantenido en el repertorio hasta la actualidad. La traviata sigue siendo muy importante dentro del repertorio operístico estándar, y aparece como la número uno en la lista elaborada por Operabase de las óperas más representadas en todo el mundo en las temporadas 2007/2008 y 2011/2012, la primera de Italia y de Verdi.
Con La traviata, Verdi alcanzó un estilo maduro, con mayor hondura en la descripción de los personajes, mayor solidez en las construcciones dramáticas, y una orquesta más importante y rica.
Es una obra atípica dentro de la producción de Verdi, por su carácter realista. No refiere grandes hechos históricos como Nabucco, ni está basada en tragedias como Macbeth, sino que es un drama psicológico de carácter intimista. Fue la primera ópera en la que los actores usaron trajes contemporáneos de la época (esmoquin y vestidos largos de dama, a la usanza francesa o inglesa), ya que hasta ese momento las óperas siempre usaban trajes históricos, correspondientes a siglos pasados o a otras civilizaciones (como ocurrió con Aida, en la que se usaron ropas del antiguo Egipto; Nabucco, del antiguo Israel, o Rigoletto, que evocaba la Italia del norte del siglo XVI).

## Personajes
| Rol                                        | Tipo de voz  | Tercera representación, 6 de marzo de 1853 |
| ------------------------------------------ | ------------ | ------------------------------------------ |
| Violetta Valéry, rica cortesana            | soprano      | Fanny Salvini-Donatelli                    |
| Alfredo Germont, joven provenzal           | tenor        | Lodovico Graziani                          |
| Giorgio Germont, padre de Alfredo          | barítono     | Felice Varesi                              |
| Annina, ama de llaves de Violetta          | soprano      | Carlotta Berini                            |
| Dottore Grenvil, médico                    | bajo         | Andrea Bellini                             |
| Flora Berboix, amiga de Violetta           | mezzosoprano | Speranza Giuseppini                        |
| Gastone, amigo de Alfredo                  | tenor        | Angelo Zuliani                             |
| Barone Douphol, antiguo amante de Violetta | barítono     | Francesco Dragone                          |
| Marchese d'Obigny, amigo de Violetta       | bajo         | Arnaldo Silvestri                          |
| Giuseppe, sirviente de Violetta            | tenor        | G. Borsato                                 |
| Comisionado                                | bajo         | Antonio Mazzini                            |
| Sirviente de Flora                         | bajo         | G. Tona                                    |

## Argumento
- Lugar: París y sus afueras.[6]
- Época: alrededor de 1850.

Está dividida en tres actos, que respetan la estructura tradicional de presentación, desarrollo y desenlace. El eje dramático de la ópera se centra en la protagonista, Violetta Valéry, a diferencia de la novela de Alejandro Dumas, que fija su atención en su amante, Alfredo Germont, y que hace de ella un retrato aún más idealizado y la muestra como un ser casi angelical.

### Acto I
El salón en casa de Violetta
Violetta Valéry, una cortesana, da una lujosa fiesta en su salón de París para celebrar su recuperación de una enfermedad. Uno de los últimos en llegar a la fiesta es Gastón, un conde, que llega acompañado de su amigo, el joven noble Alfredo Germont, el cual hacía tiempo que deseaba conocer a Violetta, pues la adoraba desde lejos. Mientras pasea por el salón, Gastón le dice a Violetta que Alfredo la ama, y que mientras ella estaba enferma, él la visitó cada día. Alfredo, una vez presentados, le expresa su preocupación por su delicada salud, y luego le declara su amor
El barón, actual amante de Violetta, espera cerca para llevarla al salón donde le piden que haga un brindis, pero él lo rechaza, y la gente se vuelve a Alfredo (Alfredo, Violetta, coro: Libiamo ne' lieti calici — «Brindis»).
Desde la habitación vecina, se escucha el sonido de la orquesta, y los invitados se aproximan para bailar. Mareada, Violetta pide a sus invitados que vayan por delante y la dejen descansar hasta que se recupere. Mientras los invitados bailan en la habitación próxima, ella ve su palidez en el espejo. Alfredo entra y expresa su preocupación por su frágil salud, y más tarde le declara su amor (Alfredo, Violetta: Un dì, felice, eterea — «El día que te conocí»). Al principio, Violetta lo rechaza porque su amor no significa nada para ella, pero hay algo en Alfredo que le llega al corazón. Cuando él se marcha, le regala una camelia, y le dice que regrese cuando la flor se haya marchitado. Ella le promete reunirse con él al día siguiente.
Después de que los invitados se han marchado, Violetta analiza la posibilidad de una relación con amor verdadero (Violetta: Ah, fors'è lui — «Quizá sea él»). Finalmente, desecha la idea: necesita ser libre para vivir su vida, día y noche, de un placer a otro (Violetta: Sempre libera — «Siempre libre»). Desde fuera del escenario, la voz de Alfredo se oye cantando acerca del amor mientras baja por la calle.

### Acto II
Escena 1: en la casa de campo de Violetta en las afueras de París
Tres meses después, Alfredo y Violetta llevan una existencia tranquila en una casa de campo, en las afueras de París. Violetta se ha enamorado de Alfredo y ha abandonado completamente su estilo de vida. Alfredo canta su vida feliz juntos (Alfredo: De miei bollenti spiriti — «De mis salvajes sueños de éxtasis»). Annina, la doncella, llega desde París, y, cuando Alfredo le pregunta, le dice que ella fue allí a vender los caballos, los carruajes y todo lo que Violetta posee para apoyar su estilo de vida en el campo.
Al enterarse, Alfredo se siente abrumado y se dirige de inmediato a París para corregir la situación él mismo. Violetta regresa a casa y recibe una invitación de su amiga Flora a una fiesta en París, que será esa tarde. El padre de Alfredo, Giorgio Germont, llega a la casa y exige a Violetta que rompa su relación con su hijo por el bien de su familia, pues la suerte de su hermana ha sido destruida por su conexión con ella, ya que su reputación como cortesana compromete el nombre Germont (Giorgio: "Pura siccome un angelo" — "Tengo una hija pura como un ángel"). Mientras tanto, él queda impresionado por la nobleza de Violetta, algo que no esperaba de una cortesana. Ella le responde que no puede poner fin a su relación porque lo ama mucho, pero Giorgio le ruega por el bien de la familia. Violetta escucha, con un creciente remordimiento, las patéticas palabras del señor Germont y finalmente se muestra conforme (Violetta, Giorgio: Dite alla giovine — «Di a esa niña tuya») y dice adiós a Giorgio. En un gesto de gratitud por su bondad y sacrificio, Giorgio la besa en la frente antes de dejarla a solas llorando.
Violetta decide abandonar a su amado, y le deja a Annina una nota para Flora donde le dice que acepta la invitación a la fiesta y, mientras escribe su carta de despedida a Alfredo, entra este. Apenas puede controlar su tristeza y sus lágrimas; le habla repetidamente de su amor incondicional (Violetta: Amami, Alfredo — «Ámame, Alfredo»). Antes de apresurar su partida a París, entrega la carta de despedida a su sirviente, para que se la entregue a Alfredo.
Pronto, los sirvientes le llevan la carta a Alfredo y, tan pronto como la ha leído, Giorgio regresa e intenta reconfortar a su hijo, recordándole a su familia en Provenza (Giorgio: "Di Provenza il mar" — "El mar de Provenza"). Alfredo sospecha que el barón está detrás de su separación con Violetta y de la invitación a la fiesta, que él encuentra en la mesa, fortaleciendo sus sospechas. Decide enfrentarse a Violetta en la fiesta. Giorgio intenta detener a Alfredo, pero él sale apresuradamente.
Escena 2: fiesta en casa de Flora

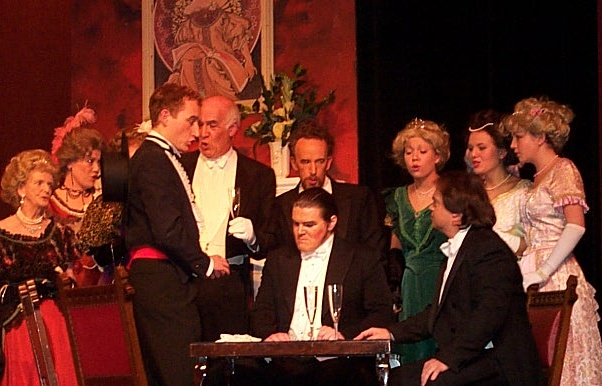
Acto II, escena segunda de la producción de Fife Opera en 2004.

En la fiesta, el marqués le dice a Flora que Violetta y Alfredo se han separado. Pide a los animadores que interpreten para los invitados (Coro: "Noi siamo zingarelle" — "Somos gitanillas"); (Coro: "Di Madride noi siam mattadori" — "Somos toreros de Madrid"). Gastone y sus amigos se unen a los toreros y cantan (Gastone, coro, bailarines: "È Piquillo, un bel gagliardo" — "Fue Piquillo, tan joven y gallardo").
Para ahogar su pena, Violetta, se consume aún más profundamente en su libertinaje. Llega el barón Douphol. Ven a Alfredo en una mesa de juego. Cuando él la ve, Alfredo proclama en voz alta que se llevará a Violetta a casa con él. Sintiéndose enojado, el barón se acerca a la mesa de juego y se une a él en el juego. Conforme apuestan, Alfredo gana grandes cantidades de dinero hasta que Flora anuncia que la cena está preparada. Alfredo se va con puñados de dinero.
Antes de que Alfredo abandone el salón, Violetta le pide hablar con él. Temiendo que la ira del barón le llevará a desafiar a Alfredo a un duelo, ella amablemente le pide a Alfredo que se marche. Alfredo confunde sus temores y se enfrenta a ella, exigiéndole que admita que ella ama al barón. Dolorida, ella lo admite y, furioso, Alfredo llama a los invitados para testificar lo que él tiene que decir ("Questa donna conoscete?" — "¿Conocéis a esta dama?"). La deshonra tirándole dinero que dice le debe por los servicios prestados mientras vivieron juntos, enfrente de los invitados. Violetta se desmaya abrumada por la enfermedad y la pena. Los invitados riñen a Alfredo: «Vete de una vez, te despreciamos. Has insultado a una noble dama».
En busca de su hijo, Giorgio entra en el salón y, sabiendo el significado real de la escena, denuncia el comportamiento de su hijo (Giorgio, Alfredo, Violetta, coro: "Di sprezzo degno, se stesso rende" — "Digno de desprecio es el hombre").
Flora y las damas intentan convencer a Violetta para que abandone el salón, pero esta se vuelve hacia Alfredo ("Alfredo, Alfredo, di questo cuore non puoi comprendere tutto l'amore" — "Alfredo, Alfredo, no puedes entender todo el amor de este corazón").

### Acto III
Algunos meses después de la fiesta, Violetta aparece en la cama debido al avance de la tuberculosis. El doctor Grenvil le dice a Annina que Violetta no vivirá mucho puesto que su enfermedad ha empeorado. A solas en su habitación, Violetta lee una carta del señor Germont, en la que le dice que el barón sólo fue herido en su duelo con Alfredo; que ha informado a Alfredo del sacrificio que Violetta ha hecho por él y su hermana; y que él envía a su hijo a verla tan pronto como sea posible para pedir su perdón (Violetta: "Teneste la promessa" — "Habéis mantenido la promesa"). Pero Violetta siente que es demasiado tarde (Violetta: "Addio del passato" — "Así se cierra mi triste historia").
Annina se apresura a la habitación para decir a Violetta que ha llegado Alfredo. Los amantes quedan reunidos y Alfredo sugiere que ellos abandonarán París (Alfredo, Violetta: "Parigi, o cara, noi lasceremo" — "Querida, dejaremos París").
Pero es demasiado tarde: ella sabe que su tiempo se ha agotado (Alfredo, Violetta: "Gran Dio! morir sì giovane" — "¡Oh, Dios! Morir tan joven"). El padre de Alfredo entra con el médico, lamentando lo que ha hecho. Después de cantar un dúo con Alfredo, Violetta revive rápidamente, exclamando que el dolor y la incomodidad la han abandonado (Violetta, Alfredo, Germont, Anina, Grenvil: "Prendi, quest'è l'immagine" — "Toma, esta es la imagen de mis días pasados"). Un momento después, ella muere en brazos de Alfredo.

## Extractos famosos
Acto I
- Preludio
- "Libiamo ne' lieti calici" — Violetta, Alfredo y coro.
- "Un dì felice, eterea" — Alfredo y Violetta.
- "È strano! È strano... Sempre libera degg'io" — Violetta.

Acto II
- "De' miei bollenti spiriti" — Alfredo.
- "Pura siccome un angelo" — Germont y Violetta.
- "Che fai? / Nulla / Scrivevi?... Amami Alfredo" — Alfredo y Violetta.
- "Di Provenza il mar, il suol" — Germont.
- "Di Madride noi siamo i mattadori" — Coro.
- "Mi chiamaste? Che bramate?" — Alfredo e Violetta.
- "Qui testimon vi chiamo"
- Finale

Acto III
- "Teneste la promessa" — Violetta.
- "Addio, del passato bei sogni ridenti" — Violetta.
- "Parigi, o cara" — Alfredo y Violetta.
- "Gran Dio! Morir sì giovane" — Violetta.

## Instrumentación
La partitura está escrita para las voces solistas, un coro mixto y una orquesta formada por:
- Viento madera: 2 flautas (la segunda doblando al flautín), 2 oboes, 2 clarinetes, 2 fagotes.
- Viento metal: 4 trompas, 2 trompetas, 3 trombones, cimbasso o tuba.
- Percusión: timbales, bombo, platillos, triángulo.
- Cuerda: una sección de cuerdas con violines I y II, violas, violonchelos y contrabajos.
- En escena: una banda de música formada por 2 flautines, 1 clarinete piccolo en la bemol, 1 clarinete en mi bemol, 2 clarinetes en si bemol, 2 trompas, 1 fliscorno, 3 trompetas, 2 trombones, bombo, pandereta, castañuelas, 1 arpa, 2 contrabajos.

## Música
El preludio está integrado musical y dramáticamente al resto de la ópera. En él se reproduce musicalmente el recurso utilizado por Alejandro Dumas de comenzar la novela por el final de la historia, al presentar inicialmente el tema de la agonía de Violetta, profundamente triste, seguido del tema de amor.
Lentamente, la música se va animando sin perder el tono melancólico hasta concluir enlazándose con el clima festivo que estalla al comienzo del primer acto.
Uno de los momentos más brillantes y célebres de la ópera es la escena del brindis Libiamo ne' lieti calici al comienzo del primer acto. Se trata de una escena de conjunto, que sirve de marco para el momento de seducción entre Violetta y Alfredo. Verdi sutilmente diferencia distintos planos musicales para separar a los amantes del resto de la gente. Dicha aria es interpretada al finalizar muchas Galas Líricas, donde se presentan cantantes de ópera.
El tono orgulloso de Alfredo en el brindis se transforma a través de una línea melódica entrecortada y anhelante al comienzo del dúo de amor, antes del apasionado tema de amor de Alfredo, verdadero centro emocional de toda la obra. La respuesta de Violetta es un canto de coloratura, superficial que contrasta con el de Alfredo y la muestra distante de los sentimientos de aquel, hasta que paulatinamente las líneas melódicas se unen sellando el definitivo encuentro entre ambos (dueto Un dì, felice, eterea).
El acto continúa con Violetta, sola, meditando si sería para ella una desventura un verdadero amor (È strano! Ah! Fors'è lui), pero concluye con que ella no puede amar y debe ser siempre libre (Sempre libera), aunque en el segundo acto la veamos viviendo plácidamente con Alfredo.
Al comienzo del acto segundo, el aria de Alfredo De miei bollenti spiriti muestra su agitación emocional reforzada por el pizzicato de las cuerdas.
El punto de inflexión de todo el desarrollo dramático de la ópera reside en la escena entre Violetta y Germont, en la cual este trata de convencerla por todos los medios a su alcance de que abandone a Alfredo. Arias como Pura siccome un angelo, en la que Violetta recupera su melodía entrecortada, Un di quando le veneri en la que Germont canta cuatro notas seguidas de un adorno, motivo que repite insistentemente para conseguir su propósito de convencer a Violetta, y el Dite alla giovine, en la que se alcanza el punto culminante con el conmovedor piangi de Germont acompañado del lamento de las cuerdas, se suceden describiendo musicalmente los cambios que van sufriendo estos personajes, especialmente en Violetta a través de variaciones en la línea melódica.
Finalmente, al despedirse de Alfredo lo hace con el tema de amor del preludio, que se escucha en un tutti orquestal con un fuerte sentido dramático, el aria Amami, Alfredo!.
El preludio al acto tercero subraya el tono sombrío de la situación.
El aria Addio del passato termina con una plegaria donde Violetta le pide a Dios piedad para «la traviata», la extraviada, lo cual finalmente le dará el título a la ópera.
El reencuentro de los amantes se sella con el dúo de amor Parigi, o cara, noi lasceremo.
Es de destacar al comienzo de este acto el solo de violín ejecutando el tema de amor de Alfredo, acompañado solo por un trémolo de las cuerdas, mientras que se escucha la voz de Violetta leyendo la carta de Germont, («Teneste la promessa») recurso que también aparece al final del acto. El uso de la voz hablada como recurso dramático le permite a Verdi entrar de lleno en el realismo, dotando a esta escena de una sobrecogedora dimensión trágica. La obra termina con el «Prendi, quest'è l'immagine», en el que Violetta muere.
La función del 27 de marzo de 1958 en Lisboa, Portugal donde Maria Callas cantaría junto al joven tenor canario Alfredo Kraus es una de las representaciones más aclamadas de La traviata. Esta función dirigida por Franco Ghione es considerada, pese a su sonido precario, como la mejor grabación de esta ópera. Se han descubierto fragmentos filmados.
En el año 2010, la música de La traviata se adaptó para ballet.

## Discografía selecta
| Año  | Elenco (Violetta, Alfredo, Germont)                     | Director, Teatro de ópera y orquesta                                                                                                   | Discográfica                                         |
| ---- | ------------------------------------------------------- | --- | ---------------------------------------------------- |
| 1955 | Maria Callas, Giuseppe Di Stefano, Ettore Bastianini    | Carlo Maria Giulini, Orquesta y coro del Teatro de La Scala de Milán (Grabación de una interpretación en La Scala, 28 de mayo de 1955) | EMI Classics Cat: 66450                              |
| 1958 | Maria Callas, Alfredo Kraus, Mario Sereni               | Franco Ghione, Orquesta y coro del Teatro Nacional de San Carlos, Lisboa (Grabación de una representación en Lisboa, 27 de marzo)      | EMI Classics Cat: 56330                              |
| 1958 | Victoria de los Ángeles, Carlo del Monte, Mario Sereni  | Tullio Serafin, Orquesta y coro del Teatro de la Ópera de Roma                                                                         | HMV Cat: CDS7 49578-2                                |
| 1962 | Joan Sutherland, Carlo Bergonzi, Robert Merrill         | John Pritchard, Orquesta y coro del Mayo Musical Florentino                                                                            | Decca Cat: 717302                                    |
| 1967 | Montserrat Caballé, Carlo Bergonzi, Sherrill Milnes     | Georges Prêtre, Coro y orquesta RCA Italiana                                                                                           | RCA Victor Cat: 286180                               |
| 1968 | Pilar Lorengar, Jaime Aragall, Dietrich Fischer-Dieskau | Lorin Maazel, Orquesta y coro de la Deutschen Oper Berlin                                                                              | Decca Cat: 443000                                    |
| 1977 | Ileana Cotrubaş, Plácido Domingo, Sherrill Milnes       | Carlos Kleiber Orquesta y coro de la Ópera Estatal de Baviera                                                                          | Deutsche Grammophon Cat: 415132                      |
| 1979 | Joan Sutherland, Luciano Pavarotti, Matteo Manuguerra   | Richard Bonynge, Orquesta Filarmónica Nacional y Coro del Covent Garden de Londres                                                     | Decca Cat: 430491                                    |
| 1980 | Renata Scotto, Alfredo Kraus, Renato Bruson             | Riccardo Muti, Orquesta Philharmonia y el Coro de Ópera Ambrosiano                                                                     | EMI Classics Cat: 47538                              |
| 1992 | Tiziana Fabbricini, Roberto Alagna, Paolo Coni          | Riccardo Muti, Orquesta y coro del Teatro de La Scala                                                                                  | Sony Cat: SM2K 90457                                 |
| 2005 | Anna Netrebko, Rolando Villazón, Thomas Hampson         | Carlo Rizzi, Orquesta Filarmónica de Viena                                                                                             | Deutsche Grammophon Cat: CD DDD 0289 477 5933 1 GH 2 |

## Influencia
- Donato Lovreglio (1841–1907), flautista y compositor italiano, escribió la «Fantasía concierto sobre temas de La traviata de Verdi (op. 45)» para clarinete y orquesta; en él, Lovreglio usó la obertura y varias arias de la ópera.
- Varias versiones de la película Camille también fueron adaptaciones de la misma novela. Véase Camille (desambiguación).
- Hay una versión fílmica de la ópera del año 1967, con Anna Moffo como Violetta, Franco Bonisolli como Alfredo, Gino Bechi como Giorgio Germont, y el coro y orquesta del Teatro de la Ópera de Roma, dirigido por Giuseppe Patanè. La película está dirigida por Mario Lanfranchi. Está disponible en DVD.[10]
- Franco Zeffirelli dirigió otra versión en 1983, con Teresa Stratas como Violetta, Plácido Domingo como Alfredo y Cornell MacNeil como Giorgio Germont.[11] La película tuvo un componente muy teatral,[12] si bien la crítica aplaudió la propuesta afirmó que pierde frente apartado escénico y no saca todo el partido al cinematográfico.[13]
- El compositor español Julián Arcas escribió una «Fantasía sobre motivos de La traviata». El arreglo se abre con una paráfrasis del preludio de la ópera. El resto de la obra está formada por arreglos de las tres arias de Violetta, cada una presentando técnicas especiales para la guitarra. Addio del passato presenta un breve pasaje de trémolo; A fors'è lui está en armónicos; y el arreglo de cierre de Sempre libera presenta escalas rápidas que sugieren un nuevo género de «guitarra de coloratura».